# Jan Brzák-Felix
Jan Brzák-Felix (Praga, 6 aprile 1912 – Praga, 15 luglio 1988) è stato un canoista cecoslovacco.

## Carriera
In rappresentanza della Cecoslovacchia ha vinto tre medaglie olimpiche nella canoa. In particolare ha conquistato la medaglia d'oro alle Olimpiadi di Berlino 1936 nella specialità C2 1000 metri, la medaglia d'oro anche alle Olimpiadi di Londra 1948 nel C2 1000 metri e una medaglia d'argento alle Olimpiadi di Helsinki 1952, anche in questo caso nella categoria C2 1000 metri.
Nelle sue partecipazioni ai mondiali di canoa/kayak (velocità) ha conquistato tre medaglie d'oro (una nel 1938 e due nel 1950) e una medaglia d'argento (1938) in diverse specialità.
Ha partecipato anche ai campionati mondiali di canoa/kayak slalom 1949 svoltisi a Ginevra conquistando due medaglie d'argento e due di bronzo.